# Liste der Mitglieder der Bremischen Bürgerschaft (3. Wahlperiode)
Die 3. Legislaturperiode der bremischen Bürgerschaft dauerte von 1951 bis 1955. Die Abgeordneten wurden bei der Bürgerschaftswahl am 7. Oktober 1951 gewählt.
Die Wahlbeteiligung belief sich auf 83,3 %. Die Bürgerschaft wählte August Hagedorn (SPD) zu ihrem Präsidenten.

## Wahlergebnis
| Partei   | Stimmenanteil | Mandate |
| -------- | ------------- | ------- |
| SPD      | 39,1 %        | 43      |
| DP       | 14,7 %        | 16      |
| BDV /FDP | 11,8 %        | 12      |
| CDU      | 9,1 %         | 9       |
| SRP      | 7,7 %         | 8       |
| KPD      | 6,4 %         | 6       |
| GB/ BHE  | 5,6 %         | 2       |
| WdF      | 4,3 %         | 4       |
| Übrige   | 1,3 %         | 0       |

Hinweise:
- Die SRP wurde am 23. Oktober 1952 vom Bundesverfassungsgericht verboten, und gleichzeitig wurden sämtliche Mandate ersatzlos gestrichen.
- Die WdF war eine Wählergemeinschaft der Fliegergeschädigten.
- Die Bremer Demokratische Volkspartei (BDV) wurde am 11. Januar 1951 zur FDP.
- Der Bund der Heimatvertriebenen und Entrechteten (BHE) wurde 1953 zum Gesamtdeutscher Block/Bund der Heimatvertriebenen und Entrechteten (GB/BHE)

## Abgeordnete
Die Bremerhavener Abgeordneten waren nur im Landtag vertreten. Das Mandat von Senatoren ruhte
| Name                              | geb. | Partei      | Wahlbereich | Bemerkungen |
| --------------------------------- | ---- | ----------- | ----------- | --- |
| Heinrich Ahlers                   | 1905 | DP          | Bremen      | Vizepräsident |
| Wilhelm Ahrens                    | 1898 | SPD         | Bremen      | |
| Hermann Apelt                     | 1876 | BDV/FDP     | Bremen      | Mandat ruhte da Senator                                                                                          |
| Alfred Balcke                     | 1894 | SPD         | Bremen      | |
| Friedrich Behrens                 | 1897 | BDV/FDP     | Bremen      | |
| Otto Bernhard                     | 1880 | SRP         | Bremen      | bis 31. Dezember 1951 (Verzicht)                                                                                 |
| Hermine Berthold                  | 1896 | SPD         | Bremen      | |
| Ehrenfried Bertz                  | 1910 | DP          | Bremerhaven | nur Landtag |
| Rudolf Blaum                      | 1915 | CDU         | Bremen      | bis 31. Januar 1952 (Verzicht)                                                                                   |
| Hermann Boelmann                  | 1896 | SPD         | Bremen      | |
| Josef Böhm                        | 1887 | SPD         | Bremen      | verstorben am 13. Oktober 1954                                                                                   |
| Richard Boljahn                   | 1912 | SPD         | Bremen      | |
| Wilhelm Bolte                     | 1902 | SRP         | Bremen      | Mandat erloschen durch SRP-Verbot am 23. Oktober 1952                                                            |
| Hermann Borchers                  | 1902 | SRP         | Bremen      | Mandat erloschen durch SRP-Verbot am 23. Oktober 1952                                                            |
| Georg Borttscheller               | 1896 | BDV/FDP     | Bremen      | Fraktionsvorsitzender ab 1954                                                                                    |
| Oskar Brandes                     | 1906 | SPD         | Bremerhaven | nur Landtag |
| Hermann Brandt                    | 1884 | DP          | Bremerhaven | nur Landtag |
| Otto-Theodor Brouwer              | 1906 | DP          | Bremen      | |
| Ernst Buchholz                    | 1905 | SPD         | Bremen      | |
| Georg Buckendahl                  | 1899 | SPD         | Bremen      | |
| Johann Friedrich Bund             | 1903 | SPD         | Bremen      | |
| Heinrich Bunge                    | 1897 | DP          | Bremen      | |
| Willy Dehnkamp                    | 1903 | SPD         | Bremen      | Mandat ruhte da Senator                                                                                          |
| Heinrich Dietrich                 | 1907 | KPD         | Bremen      | ab 3. Oktober 1953 für Hans Meyer                                                                                |
| Richard Duckwitz                  | 1886 | DP          | Bremen      | |
| Friedrich Düßmann                 | 1907 | SPD         | Bremen      | Schriftführer |
| Adolf Ehlers                      | 1898 | SPD         | Bremen      | Mandat ruhte da Senator                                                                                          |
| Wilhelm Eilers                    | 1912 | BHE         | Bremerhaven | nur Landtag, wurde 1953 Sprecher des GB/BHE und am 9. Februar 1955 SPD-Mitglied                                  |
| Arnold Ellermann                  | 18   | DP          | Bremerhaven | nur Landtag |
| Hermann Engel                     | 1899 | SPD         | Bremen      | Stellv. Fraktionsvorsitzender                                                                                    |
| Kurt Entholt                      | 1909 | BDV/FDP     | Bremen      | 1951/52 stellv. Fraktionsvorsitzender, Jan. 1952–Okt. 1953 Fraktionsvorsitzender                                 |
| Hans Erbe                         | 1892 | BDV/FDP     | Bremen      | ab 15. April 1953 für Ludwig Helmken, verstorben am 22. November 1953                                            |
| Erika Ewert                       | 1901 | KPD         | Bremen      | Stellv. Fraktionsvorsitzende                                                                                     |
| Johann Fehrmann                   | 1908 | DP          | Bremerhaven | nur Landtag |
| Ernst Gabriel                     | 1902 | SPD         | Bremen      | ab 1. Oktober 1952 für Oskar Schulze                                                                             |
| Friedrich Garbers                 | 1903 | SPD         | Bremen      | ab 18. April 1955 für Hans Hofstadtler                                                                           |
| Hermann Gautier                   | 1920 | KPD         | Bremen      | |
| Christian Geis                    | 1905 | SPD         | Bremen      | verstorben am 25. September 1952                                                                                 |
| Franz Gerber                      | 1902 | SPD         | Bremen      | ab 3. Oktober 1952 für Christian Geis                                                                            |
| Hermann Gienke                    | 1893 | SPD         | Bremen      | |
| Albert Götze                      | 1887 | SPD         | Bremen      | |
| Ulrich Graf                       | 1912 | BDV/FDP     | Bremen      | |
| Georg Gross                       | 1909 | SRP         | Bremen      | Mandat erloschen durch SRP-Verbot am 23. Oktober 1952                                                            |
| Heinz Grote                       | 1919 | DP/SPD      | Bremen      | ab 22. April 1954 für Karl-Heinz Körber                                                                          |
| August Hagedorn                   | 1888 | SPD         | Bremen      | |
| Hermann Hansing                   | 1908 | SPD         | Bremen      | Mandat am 28. September 1953 wegen der Wahl in den Deutschen Bundestag niedergelegt                              |
| Gertrud Harms                     | 1916 | BDV/FDP     | Bremen      | Vizepräsidentin, bis 26. März 1953 (Verzicht)                                                                    |
| Gustav Wilhelm Harmssen           | 1890 | BDV/FDP     | Bremen      | Mandat ruhte da Senator                                                                                          |
| Arthur Haupt                      | 1890 | SPD         | Bremen      | verstorben am 3. Juni 1952                                                                                       |
| Paul Hecker                       | 1893 | SRP         | Bremen      | Mandat erloschen durch SRP-Verbot am 23. Oktober 1952                                                            |
| Luise Heinemann                   | 1903 | SPD         | Bremen      | ab 27. Oktober 1954 für Josef Böhm                                                                               |
| Ludwig Helmken                    | 1911 | BDV/FDP     | Bremen      | Mandat ruhte bis 25. März 1953 da Senator, danach ausgeschieden                                                  |
| Gerhard van Heukelum              | 1890 | SPD         | Bremerhaven | nur Landtag, Mandat ruhte da Senator                                                                             |
| Stephan Hirschfeld-Skidmore       | 1878 | WdF, GB/BHE | Bremen      | ab 22. Mai 1954 für Wilhelm Pohlmann, bis Februar 1955                                                           |
| Hans Hofstadler                   | 1903 | SPD         | Bremen      | bis 6. April 1955 (Verzicht)                                                                                     |
| Friedrich Hohrmann                | 1912 | WdF         | Bremen      | WdF-Gruppenvorsitzender                                                                                          |
| Philipp Jahn                      | 1881 | CDU         | Bremen      | |
| Wilhelm Kaisen                    | 1887 | SPD         | Bremen      | Mandat ruhte, da Präsident des Senats                                                                            |
| Frieda Kassen                     | 1895 | SPD         | Bremen      | ab 11. Juni 1952 für Arthur Haupt                                                                                |
| Johann Kaum                       | 1895 | CDU         | Bremen      | Stellv. Fraktionsvorsitzender                                                                                    |
| Heinrich Kistner                  | 1919 | DP          | Bremerhaven | nur Landtag |
| Karl Klages                       | 1881 | CDU         | Bremerhaven | nur Landtag, ab 3. September 1952                                                                                |
| Wilhelm Kleemann                  | 1885 | SPD         | Bremerhaven | |
| Georg Knauer                      | 1895 | BDV/FDP     | Bremen      | bis 29. November 1951 für Hans Meineke, ab 26. März 1953 für Gertrud Harms                                       |
| Karl-Heinz Körber                 | 1918 | DP          | Bremen      | bis 21. April 1954 (Verzicht), Stellv. Fraktionsvorsitzender                                                     |
| Karl Krammig                      | 1908 | CDU         | Bremen      | ab 23. April 1952 für Helmut Yström, bis 25. September 1953 wg. Wahl in den Bundestag                            |
| Frida Kreipe                      | 1894 | SPD         | Bremerhaven | nur Landtag |
| Maria Krüger                      | 1907 | KPD         | Bremen      | |
| Wilhelm Krüger                    | 1896 | SPD         | Bremen      | ab 14. Dezember 1951 für Willy Dehnkamp                                                                          |
| Johannes Kühne                    | 1889 | CDU         | Bremen      | ab Januar 1952 Fraktionsvorsitzender                                                                             |
| Wilma Landwehr                    | 1913 | SPD         | Bremen      | |
| Heinrich Lange                    | 1898 | SPD         | Bremen      | |
| Elly Ley                          | 1888 | BDV/FDP     | Bremen      | ab 15. April 1953 Vizepräsidentin                                                                                |
| Rudi Lill                         | 1919 | BHE         | Bremerhaven | nur Landtag, Stellv. Fraktionsvorsitzender                                                                       |
| Elisabeth Loesche                 | 1896 | CDU         | Bremen      | |
| Christian Mahlstedt               | 1901 | SPD         | Bremen      | |
| Friedrich Carl Marwede            | 1895 | CDU         | Bremen      | 29. September 1953 für Karl Krammig                                                                              |
| Diedrich Meier                    | 1899 | SPD         | Bremen      | |
| Hans Meineke                      | 1889 | BDV/FDP     | Bremen      | ab 29. November 1951 für Georg Knauer, Stellv. Fraktionsvorsitzender                                             |
| Annemarie Mevissen                | 1914 | SPD         | Bremen      | bis 29. November 1951 da Senatorin                                                                               |
| Hans Meyer                        | 1913 | KPD         | Bremen      | bis 26. September 1953 (Verzicht).                                                                               |
| Heinz Meyer                       | 1911 | SPD         | Bremen      | |
| Johann Meyer                      | 1906 | SPD         | Bremen      | |
| Wilhelm Meyer-Buer                | 1911 | KPD         | Bremen      | Fraktionsvorsitzender                                                                                            |
| Ernst Müller-Hermann              | 1915 | CDU         | Bremen      | bis 16. Januar 1952 danach Bundestagsabgeordneter                                                                |
| Marie Nejedlo                     | 1908 | SPD         | Bremerhaven | nur Landtag |
| Walter Neumann                    | 1891 | BDV/FDP     | Bremen      | |
| Willy Neumann                     | 1914 | DP          | Bremen      | |
| Johannes Otte                     | 1919 | SPD         | Bremen      | (?) |
| August Pagel                      | 1899 | SPD         | Bremerhaven | nur Landtag |
| Wilhelm Pape                      | 1908 | SPD         | Bremerhaven | nur Landtag |
| Hans Papenberg                    | 1915 | SPD         | Bremen      | |
| Karl Pfeifer                      | 1911 | DP          | Bremen      | ab 14. Januar 1953 für Edith Richter-Schütt                                                                      |
| Fritz Piaskowski                  | 1906 | SPD         | Bremen      | |
| Arthur Pohl                       | 1898 | DP          | Bremen      | |
| Wilhelm Pohlmann                  | 1884 | WdF         | Bremen      | verstorben am 11. Mai 1954, WdF-Gruppensprecher                                                                  |
| Erich Pöpper                      | 1901 | SPD         | Bremen      | ab 29. September 1953 für Hermann Hansing                                                                        |
| Heinz-Georg Rehberg               | 1919 | BDV/FDP     | Bremen      | Stellv. Fraktionsvorsitzender, von Oktober 1953 bis Januar 1954 Fraktionsvorsitzender                            |
| Edith Richter-Schütt              | 1923 | DP          | Bremen      | bis 6. Januar 1953 (Verzicht)                                                                                    |
| Günter Schlicht                   | 1923 | SRP         | Bremen      | Mandat erloschen durch SRP-Verbot am 23. Oktober 1952                                                            |
| Franz Schlunk                     | 1897 | BDV/FDP     | Bremen      | ab April 1954 SPD-Hospitant                                                                                      |
| Hermann Schlüter                  | 1908 | CDU         | Bremen      | ab 16. Januar 1952 für Ernst Müller-Hermann                                                                      |
| Carl Schmidt                      | 1885 | WdF         | Bremen      | |
| Erwin Schmidt                     | 1906 | KPD         | Bremen      | nur Landtag, ab 3. September 1952 für Heinrich Sievers                                                           |
| Herbert Schneider                 | 1915 | DP          | Bremerhaven | nur Landtag, Fraktionsvorsitzender                                                                               |
| Heinrich Schröder                 | 1912 | SRP         | Bremen      | ab 16. Januar 1951 für Otto Bernhard, ab 3. September FuD, Mandat erloschen durch SRP-Verbot am 23. Oktober 1952 |
| Herbert Schüler                   | 1908 | SPD         | Bremen      | ab 16. Januar 1952 für Annemarie Mevissen                                                                        |
| Oskar Schulze                     | 1890 | SPD         | Bremen      | bis Oktober 1952 (Verzicht).                                                                                     |
| Willy Seegers                     | 1905 | SPD         | Bremen      | |
| Rolf Seggel                       | 1910 | BDV/FDP     | Bremen      | ab 16. Dezember 1953 für Hans Erbe                                                                               |
| Arthur Seidel                     | 1883 | SPD         | Bremerhaven | |
| Heinrich Sievers                  | 1907 | KPD         | Bremerhaven | nur Landtag, bis 3. September 1952 (Verzicht)                                                                    |
| Theodor Spitta                    | 1873 | BDV/FDP     | Bremen      | Mandat ruhte da Senator                                                                                          |
| Friedrich Steffens                | 1905 | DP          | Bremen      | |
| Hans Steil                        | 1895 | SPD         | Bremen      | |
| Anna Stiegler                     | 1881 | SPD         | Bremen      | |
| Hermann Strowich (oder Strohwich) | 1878 | WdF         | Bremen      | ab 2. März 1955 WdF-GB/BHE                                                                                       |
| Emil Theil                        | 1892 | SPD         | Bremen      | Mandat ruhte da Senator                                                                                          |
| Friedrich Thielen                 | 1916 | CDU         | Bremen      | ab 18. Dezember 1951 für Martin-Heinrich Wilkens                                                                 |
| Heinrich de Tschaschell           | 1893 | CDU         | Bremen      | |
| Wolfgang Uthe                     | 1906 | DP          | Bremerhaven | nur Landtag |
| Grete (Margarethe) Vogel          | 1891 | SPD         | Bremen      | |
| Bernhard Vogelsang                | 1895 | SPD         | Bremerhaven | nur Landtag |
| Gustav Weiss                      | 1901 | DP          | Bremen      | |
| Hermann Wenhold                   | 1891 | BDV/FDP     | Bremen      | Fraktionsvorsitzender bis 20. Januar 1952                                                                        |
| Albert Wenzel                     | 1901 | SPD         | Bremerhaven | nur Landtag |
| Karl Weßling                      | 1911 | SPD         | Bremen      | |
| Johann Wilckens                   | 1906 | SRP         | Bremen      | Mandat erloschen durch SRP-Verbot am 23. Oktober 1952                                                            |
| Martin-Heinrich Wilkens           | 1888 | CDU         | Bremen      | Mandat ruhte bis 4. April 1952 da Senator                                                                        |
| Hermann Wolters                   | 1910 | SPD         | Bremen      | Mandat ruhte da Senator                                                                                          |
| Helmut Yström                     | 1881 | CDU         | Bremen      | ab 1. Februar 1952 für Rudolf Blaum, bis 4. April 1952, danach Senator                                           |
| Ella Zawodniak                    | 1919 | SRP         | Bremen      | Mandat erloschen durch SRP-Verbot am 23. Oktober 1952                                                            |